# جيدون كريمر
جيدون كريمر ولد في 27 فبراير 1947 في ريغا، وهو عازف كمان وقائد فرقة موسيقية لاتفيا.

## سيرة شخصية
ولد جيدون كريمر لأبوين من أصل ألماني، وكان والده أحد الناجين اليهود من الهولوكوست، وبدأ دراسة الكمان في سن الرابعة مع والده وجده اللذين كانا عازفي كمان محترفين، ثم في مدرسة ريجا للموسيقى وأخيراً مع ديفيد أويستراخ في معهد تشايكوفسكي الموسيقي في موسكو. في عام 1967 حصل على الجائزة الثالثة في مسابقة الملكة إليزابيث ملكة بلجيكا الموسيقية الدولية في بروكسل، والجائزة الأولى في مسابقة باغانيني في جنوة عام 1969 والجائزة الأولى في مسابقة تشايكوفسكي الدولية في موسكو عام 1970.